# Gongsun Long
Gongsun Long (poenostavljena kitajščina: 公孙龙; tradicionalna kitajščina: 公孫龍; pinjin: Gōngsūn Lóng; Wade–Giles: Kung1-sun1 Lung2), kitajski filozof, logik, predstavnik Šole imen, * 325 pr. n. št., † 250 pr. n. št.
Poleg Deng Šija in Hui Šija velja za enega vodilnih predstavnikov poznomohistične Šole imen. Vodil je tudi šolo in užival podporo vladarjev ter se zavzemal za mirna sredstva za reševanje sporov v nasprotju z vojnami, ki so bile običajne v obdobju vojskovanja. O podrobnostih njegovega življenja je malo znanega, poleg tega pa je bilo veliko njegovih spisov izgubljenih.
Gongsun Long je najbolj znan po nizu paradoksa v tradiciji Hui Šija; najbolj znan je "Dialog o belem konju", v katerem poskuša dokazati, da beli konj ni konj.

## Življenje
Gongsun Long (približno 320–250 pr.n.št.) je vodil šolo in užival v pokroviteljstvu vladarjev in podpiral miroljubna sredstva za reševanje sporov, namesto da bi se zatekli k bitkam, ki so bile običajne v tako imenovanem Obdobju vojskujočih se držav. O podrobnostih njegovega življenja je malo znanega, razen o anekdotah, ki so jih poročali v Džuangdzi in Lunalski anali. Pod nebom omenja Gonsun Longa kot vodilnega razpravljalca, v Zapisih dinastije Han o velikem zgodovinarju (knjiga 74) pa je opisan spor o "trdih in belih" in "istih in drugačnih". Citira ga mohistično načelo "vseobsegajoče oskrbe" (džjan aj) kralju Huju. Skupaj z njegovim protivojnim stališčem to kaže na to, da je nanj vplival in je bil morda nekoč uvrščen med mohiste, katerih privrženci so se ukvarjali z analizo resničnega pomena besed. Šundzi ga ne kritizira po imenu, vendar navaja različico svojega sofizma Belega konja na seznamu napačnih uporab imen. Politik in enciklopedist Lu Buvej v svojih analih Luši Čunčju opisuje, kako je Gongsun Long svetoval kralju Hui iz Džaja (298-266 pr. n. št.), naj uporabi logiko, da se izogne vojni z državo Čin. Džao je s Činom podpisal pogodbo, v kateri je obljubil, da bo vsaka država pomagala drugi, kar koli želi. Čin se je odločil napasti sosedo Džao, Vej. Džao je želel zaščititi Vej, toda kralj Čin je bil nezadovoljen in je poslal odposlanca, da bi utišal kralja Džaja, rekoč: "Pogodba pravi: "Karkoli Čin želi storiti, ji bo Džao pomagal; ne glede na to, kar Džao želi storiti, mu bo Čin pomagal. Zdaj želi Čin napasti Vej, vendar ga Džao želi rešiti. Nismo se dogovorili o tem." Kralj Džaja je gospodu Pingjuanu, svojemu kanclerju, sporočil to prigovarjanje in Pingjuan ga je sporočil Gongsun Longu. Gongsun Long je predlagal: "Tudi mi lahko odpošljemo odposlanca, da bi prigovarjal kralja Čina in rekel:" Džao želi rešiti Vej, zdaj pa sam kralj Čin ne pomaga Džau. O tem se nismo dogovorili. "Druga anekdota pripoveduje o razpravi med Gongsun Longom in Kong Čuanom, v rezidenci gospoda Pingjuana. Gonsun Long se je z veliko bistrosti zavzel za trditev, da "Neka oseba ima tri ušesa." (V kitajskem jeziku so množice neoznačene, kar omogoča, da bi sofist lahko trdil o vsaki normalni osebi, da ima "uho" in tudi, da ima levo in desno uho. Zato ima "tri ušesa.") Kong Čuan ni mogel odgovoriti. Naslednji dan, ko je Kong Čuan prišel na sodišče, mu je gospod Pingjuan rekel: "Včeraj je bil govor Gongsun Longa nadvse vabljiv." Kong Čuan je odgovoril: "Tako je. Skoraj je bil sposoben narediti, da ima oseba tri ušesa. Čeprav bi to lahko storil, je težko sprejeti trditev. Lahko vprašam vas, vaše gospodstvo? Trditi, da ima oseba tri ušesa, je izjemno težko in v resnici napačno. Trditi, da ima oseba dve ušesi, je izjemno enostavno in v resnici je prav. Zanima me, ali bo vaše gospodstvo sledilo temu, kar je enostavno in prav, ali kar je težko in narobe? "

## Misli in dela
Vsi njegovi eseji - prvotno štirinajst, vendar le šest odlomkov - so vključeni v antologijo Gongsun Longdzi (kitajsko: 孫龍子 孫龍子; pinjin: Gōngsūn lóng zi; Wade - Giles: Kung-son Lung-tzu). Gongsun v 17. knjigi antologije o Džuangdziju tako govori o sebi:
"Ko sem bil mlad, sem študiral način nekdanjih kraljev. Ko sem odrasel, sem razumel prakso prijaznosti in dolžnosti. Združil sem isto in drugačno, ločeno težko od bele, naredil tako neprimerno in nedopustno. Zmedel sem se pameti sto šol in izčrpal zgovornost neštetih govorcev. Vzel sem, da sem dosegel dokončno."
Vsi njegovi obstoječi eseji so vključeni v knjigo Gongsun Longzi, edino preživeto delo starodavne kitajske literature, ki se ukvarja posebej z logiko. Številni zgodnji kitajski filozofi so se sklicevali na argumente v „Dialogu o belem konju“, zato so kitajski filozofi začeli dvomiti o ustreznosti običajnega jezika za opisovanje resničnosti. Sodobni znanstveniki menijo, da Gongsun Long svojih dialogov ni imel za resne filozofske argumente, ampak kot vaje v bistrosti, morda celo kot lahka zabava.
Čeprav zgodovinarji dinastije Han omenjajo Gongsun Long-a kot avtorja 14 spisov, se je ohranilo le pet dialogov in uvod. Uvod je bil napisan pozneje in po besedah A. C. Grahama so trije dialogi ponarejeni, sestavljeni veliko pozneje od obdobja vojskovanja, iz nerazumljenih koščkov mohističnih dialektov. Edina pristna besedila pred dinastijo Han so verjetno "Beli konj", esej "Nakazovanje stvari" in delček novega dialoga. Gongsun Longdzi je bil predmet številne interpretativne literature tako v kitajskem kot v evropskem jeziku. Učenci razpravljajo o tem, katere teorije in premisleke je mogoče pripisati Gongsunu Longu, tako da njegovi argumenti izhajajo kot logična obramba razumnega stališča. Besedilo dialoga "Beli konj" je razmeroma jasno, medtem ko se zdi, da je "Nakazovanje stvari" namerno prikrit. Nedavni znanstveniki domnevajo, da Gongsun Long svojih dialogov ni imel za resne filozofske argumente, ampak kot vaje v bistrosti, na šaljiv način vložiti trditev, za katero vsi vedo, da ni primerna njenemu predmetu. Dialogi sprožajo določena filozofska vprašanja, vendar niso bili nujno mišljeni kot strogi argumenti. Gongsun Long in njegovi sodobniki so imeli sloves zaradi lahkomiselnosti in igranja besed, a anekdota o njegovi razpravi s Kong Čuanom dokazuje, da so njegovi sodobniki njegove trditve šteli za očitno napačne in je njegov spor preučil kot neprimernega "resničnosti". Dva paradoksa, pripisana Gongsun Longu, sta:
- Poudariti (imenovati) je mogoče le lastnosti stvari, vendar pa je svet (in druge celote) mogoče poimenovati, čeprav svet (ali celotna stvar) sam po sebi ni značilnost ničesar.
- Eden in eden ne moreta postati dva, saj niti dva ne postaneta

## Dialog o belem konju
V dialogu o belem konju (kitajsko: 白馬 論; pinjin: Báimǎ Lùn) en sogovornik (včasih ga imenujejo "sofist") zagovarja resnico izjave "Beli konji niso konji", drugi sogovornik (včasih pa imenujejo " ugovarjalec ") oporeka resničnosti te izjave. To so si razlagali na več načinov. Verjetno je najpreprostejša interpretacija, da temelji na zmedi razreda in identitete. Argument s to razlago govori o dvoumnosti v kitajščini, ki v drugih jezikih ne obstaja. Izraz "X ni Y" (X 非 Y) lahko pomeni karkoli:
- "X ni element (ali podmnožica) niza Y"
- "X ni enak Y"

Stavek "Beli konji niso konji" bi običajno veljal za utemeljitev očitno napačne trditve, da beli konji niso del skupine konjev. Vendar "sofist" v dialogu zagovarja izjavo pod interpretacijo: "Vsi konji niso beli konji". Slednja trditev je pravzaprav resnična, saj - kot pojasnjuje "sofist" - "konji" vključujejo konje, ki so beli, rumeni, rjavi itd. Medtem ko "beli konji" vključujejo le bele konje, druge pa izključuje. A. C. Graham je predlagal to razlago in jo ponazoril z analogijo. "Objektor" predvideva, da "beli konj ni konj" je vzporeden z "meč ni orožje", "sofist" pa izjavo obravnava kot vzporedno z "meč ni rezilo".  Feng Julan in Chad Hansen sta med drugim predstavila druge interpretacije. Nekateri na to delo gledajo kot na resen logični diskurz, drugi kot na licejsko sofisticirano delo, nekateri pa kot na kombinacijo obeh. Pri razlagi dialoga o belem konju je koristna anekdota o Gongsun Longu, ki je zajeta v dveh poznejših besedilih, Uvod v Gongsun Longdzi in Kong Čongdzi. Kong Čuan zahteva, da Gongsun Long opusti svojo tezo, da beli konj ni konj. Gongsun Long ga zagovarja s trditvijo, da je sam Konfucij sprejel isto tezo in se sklicuje na zgodbo, ki jo najdemo tudi v Analih Lu BuVeja, v katerem kralj Ču izgubi svoj lok. Njegovi spremljevalci so se ponudili, da bi ga iskali, a kralj je rekel: "Nehajte. Kralj Ču je izgubil lok. Ču oseba ga bo našla. Zakaj bi se trudili iskati? "Ko je Konfucij slišal to zgodbo, je rekel:" Kralj Ču je prijazen in pravičen, vendar še ni dosegel dokončnega. Preprosto bi moral reči: "Oseba je izgubila lok, oseba ga bo našla", to je vse. Zakaj mora biti "Ču"? "Gongsun Long nato trdi, da je sprejeti Konfucijevo razlikovanje med" osebo Ču "in" osebo "nasprotujoče si, vendar zavrača lastno razlikovanje med" belim konjem "in" konjem ". "(Gongsun Longzi, knjiga 1) V eni različici te zgodbe Kong Čuan odgovarja, da s tem, ko izpušča" Ču ", ne trdi, da ljudje Ču niso ljudje, temveč preprosto širijo referenco" osebe ", da vključuje celotno človeštvo. Vključitev te anekdote s strani starodavnih urednikov kaže, da so besedilo razlagali tako, da obravnava obseg, v katerem lahko obseg razširitve samostalnika spremeni pridevnik.
Kadarkoli rečemo "oseba", se na splošno sklicujemo na osebe, tako kot kadarkoli rečemo "konj", se na splošno sklicujemo na konje. Ču sam po sebi je oseba; "Bela" je sama po sebi barva. Če želite razširiti referenco 'oseba', je primerno izpustiti 'Ču'; če želite popraviti ime barve, ni primerno izpustiti „bele“.
Čeprav je težko najti smiselno razlago "dialoga o belem konju", je bila to pomembna v zgodovini kitajske filozofije in številni zgodnji kitajski filozofi so se sklicevali na njene argumente. Gongsun Longzi je pomagal obvladati to, kar se v kitajski filozofiji imenuje "jezikovna kriza"; argumenti, kot jih je uporabil Gongsun Long, so kitajske filozofe spraševali o ustreznosti običajnega jezika za opis realnosti. Kasneje so mohisti in konfucijanski filozof Šundzi poskušali zaščititi jezik pred tistim, kar so smatrali za površno igro besed. Drugi filozofi, kot je Huidzi, so sprejeli logiko Gongsu Longa in paradoksalne zaključke njegovega novega sloga argumentacije. Huidzi je zagovarjal paradokse, kot so "Nebesa so tako nizka kot zemlja, gore so ravne z močvirji" in "Danes grem v Jue, ki je še prišel včeraj." Druga besedila, kot sta Tao Te Čing in Džuangdzi, so se na moč racionalne argumentacije zanašala manj kot Huizi, vendar so sprejela paradoks kot učinkovito sredstvo za izražanje filozofskih konceptov.

## Njegova dela
Odgovoren je bil tudi za več drugih esejev (論; lùn; „diskurzi, dialogi“), ki so vsebovali okoli 300 znakov.
- “O usmerjanju na stvari" (指物 論; Zhǐwù Lùn): enigmatična razprava o referenci in referencu ali imenovancu in imenovanju. Nekateri menijo, da gre za starodavno praktično šalo, ki je namerno samovšečna.
- “O razumevanju sprememb“(通 變 論; Tōngbiàn Lùn)
- “O trdoti in belini“(堅 白 論; Jiānbái Lùn): temelji na primeru kamna, ki je trd in bel.
- “V imenu in snovi“ (名 實 論; Míngshí Lùn)
- "Skladišče sledi" (跡 府; Jifǔ)